# 마강해전
마강해전(馬江海戰) 또는 마미해전(馬尾海戰)은 청불전쟁의 서전을 기록한 전투이다. 프랑스 해군의 아메데 쿠르베 제독은 프랑스 극동함대를 이끌고 청나라 복건수사와 복주선정국을 괴멸시켰다.

## 배경
베트남 진출을 목표로 했던 프랑스와 베트남 응우옌 왕조의 종주국을 주장하던 청나라와의 반목은 베트남 내에서의 필연적인 충돌을 야기했다. 하지만 청나라는 좋은 전과를 거두지 못했기 때문에, 이 사태를 어떻게든 해결하려 했다. 청나라의 온건파 이홍장은 1884년 5월 11일 청나라군의 철수, 통킹을 분할한 무역로의 확정 등을 동의한 〈톈진 협약〉(리-푸르니에 협약)을 체결했다. 하지만 협약 조항의 해석에 대한 양국의 상당한 인식차가 생기면서, 청나라 국내의 주전파가 큰 목소리를 내게 되었고, 박러 전투에서 프랑스군을 격퇴했다. 그러자 이번에는 프랑스에서 개전론이 높아졌고, 1884년 7월 12일 프랑스 함대 8척을 복주 근해인 신성탑에 정박시켜 두고 민강을 봉쇄했다.
청나라의 복건수사는 복주의 마미항에 양무(揚武) · 복파(伏波) 등 13척의 군함을 대기시켜 두고 있었지만, 복주 선정대신 하여장과 복건 군무위원회 장패륜은 개전을 피하려는 길을 찾고 있었고, 함대는 항구의 수비만 공고히 하고, 적극적인 공격은 하지 않았다.
8월 중순, 양국 간에 계속되고 있었던 평화 회담이 결렬되었다. 1884년 8월 22일, 프랑스군은 프랑스 극동함대의 아메데 쿠르베 제독에게 복주선정국을 파괴하고, 마미항과 복건수사를 격파하라는 명령을 내렸다. 쿠르베는 다음날 청나라 측의 민절총독과 나성탑에 정박하고 있던 중립국 군함 사령관에 공격을 통보했다.

## 준비 과정

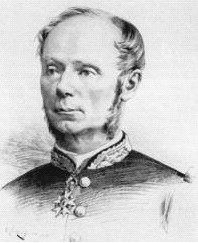
아메데 쿠르베 제독 (1827–85)

### 프랑스
8월 23일 공격의 시점에서 신성탑에 정박하고 있었던 함선은 프랑스 해군의 극동 함대의 일부였다. 특히 함대의 주력인 4척의 강갑함은 모두 투입이 불가능한 상태였다. 쿠르베의 기함이던 바야르(Bayard)는 마쭈 열도 근처의 샤프 피크에서 전보 기지를 지키고 있었고, 아탈란트(Atalante)는 통킹만에서 해적을 소탕하고 있었다. 그래서 쿠르베는 상하이에서 철갑함인 트리용판트(Triomphante)와 라 글리소니에르(La Galissonnière)를 기륭에서 복주로 호출했다. 그러나 라 글리소니에르는 기륭에서 악천후로 움직이지 못했고, 트리용판트도 도착이 늦어질 예정이었다. 무엇보다 민강을 거슬러 입구를 통과할 수 있을지도 불명확했다.
쿠르베는 서둘러 아래의 함정으로 급히 전시 편성을 했다.
- 순양함 : 듀게 트루앙 (Duguay-Trouin), 빌라(Villars), 데스탱 (d' Estaing, 볼타 (Volta)
- 포함 : 링크스 (Lynx), 아스픽 (Aspic), 비뻬르 (Vipère)
- 45호, 46호 어뢰정

이 함대를 이끌고 교전 지역으로 향했다. 또한, 아래의 배를 중국 군함의 이탈을 막기 위해 민강 하구에 대기시켰다.
- 순양함 : 샤또르노 (Châteaurenault)
- 병력 수송선 : 사온느 (Saône)

프랑스 함정의 총배수량은 14,500톤이었고, 병력은 1,780명에 달했다. 또한, 프랑스 함대가 청나라 보다 병력의 숙련도와 무기 장비 성능 면에서 월등했다.
표 1: 민강 작전의 프랑스 전함, 1884년 8월
| 함명            | 함명(Fr)         | 유형                           | 제원    | 건조                   | 함장                                           |
| --------------- | ---------------- | ------------------------------ | ------- | ---------------------- | ---------------------------------------------- |
| 트리용판트      | Triomphante      | 철갑함 (cuirassé de croisière) | 4,585톤 | 1879, 로슈포르         | 함장' Baux                                     |
| 라 갈라소니에르 | La Galissonnière | 철갑함 (cuirassé de croisière) | 4,645톤 | 1874, 브레스트         | 함장 Fleuriais                                 |
| 듀게 트루앙     | Duguay-Trouin    | 1급 철갑 순양함                | 3,479톤 | 1879, 셰르부르옥트빌   | 함장 Desnouy                                   |
| 빌라르          | Villars          | 1급 순양함                     | 2,363톤 | 1881, 셰르부르옥트빌   | 함장 Vivielle                                  |
| 데스탱          | d'Estaing        | 1급 순양함                     | 2,363톤 | 1881, 브레스트         | 함장 Coulombeaud                               |
| 샤또르노        | Châteaurenault   | 2급 목조 순양함                | 1,820톤 | 1869, 노르망           | capitaine de frégate Le Pontois                |
| 볼타            | Volta            | 3급 목조 순양함                | 1,323톤 | 1869, 셰르부르옥트빌   | capitaine de frégate Gigon                     |
| 사온느          | Saône            | 수송선                         | 1,575톤 | 1880, 툴롱             | capitaine de frégate Monin                     |
| 링크스          | Lynx             | 복합 포함                      | 465톤   | ~1870s, 셰르부르옥트빌 | lieutenant de vaisseau Bonaire                 |
| 아스픽          | Aspic            | 복합 포함                      | 465톤   | ~1870s, 로슈포르       | lieutenant de vaisseau de Fauque de Jonquières |
| 비페르          | Vipère           | 복합 포함                      | 465톤   | ~1870s, 로슈포르       | lieutenant de vaisseau Picard Destelan         |
| 어뢰정 No. 45   | -                | 어뢰정                         | 30,58톤 | ~1879, 르아브르        | lieutenant de vaisseau Latour                  |
| 어뢰정 No. 46   | -                | 어뢰정                         | 30,58톤 | ~1879, 르아브르        | lieutenant de vaisseau Douzans                 |

### 청나라

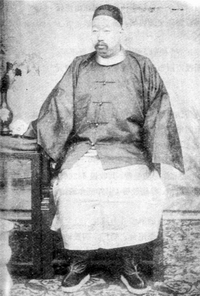
장패륜 (1843–1903), 복주함대 책임자

전투 직전 복건함대는 복주군무회판 장패륜이 이끌고 있었다. 복건함대는 목조 코르벳함 양무(揚武)를 기함으로 하여 아래와 같은 전력으로 대비하고 있었다.
- 정찰-수송선 :
  - 침항(琛航)
  - 영보(永保)
  - 복파(伏波)
  - 비운(飛雲)
  - 제안(濟安)
- 외륜선 : 예신(藝新)
- 목조 포함 : 진위(振威), 복성(福星)
- 렌델 포함 : 복승(福勝), 건승(建勝)

다른 12척의 대형 정크선이 근처에 대기하고 있었지만, 전투에 참가하지는 않았다.
청나라 측의 총배수량은 8,000톤에, 병력은 1,040명이었다. 프랑스 함대에 비해 총배수량도 떨어졌고, 게다가 청나라는 목조함이 많았고, 또한 기관이 흘수선 위에 있었기 때문에 적에게 명중탄을 허용하기도 쉬웠으며, 대포도 구식이었다.
표 2: 복건함대 일람, 1884년 8월
| 이름 | 한자 | 병음      | 유형        | 건조                   | 제원                             | 함장          |
| ---- | ---- | --------- | ----------- | ---------------------- | -------------------------------- | ------------- |
| 양무 | 揚武 | Yangwu    | 목조 코르벳 | 1872, 복주조선창       | 1,393톤, 15 노트, 13 영국제 총포 | Chang Ch'eng  |
| 영보 | 永保 | Yongbao   | 정찰-수송선 | 1873, 복주조선창       | 1,391톤, 3포                     | (in dock)     |
| 침항 | 琛航 | Chenhang  | 정찰-수송선 | 1874, 복주조선창       | 1,391톤, 3포                     | (in dock)     |
| 복파 | 伏波 | Fupo      | 정찰-수송선 | 1870, 복주조선창       | 1,258톤, 5포                     | Lü Wen-ying   |
| 비운 | 飛雲 | Feiyun    | 정찰-수송선 | 1872, 복주조선창       | 1,258톤, 13노트, 5 독일제 총포   | Kao Teng-yün  |
| 제안 | 濟安 | Ji'an     | 정찰-수송선 | 1873, 복주조선창       | 1,258톤, 12 노트, 5포            | ?             |
| 진위 | 振威 | Zhenwei   | 목조 포함   | 1872, 복주조선창       | 572.5톤, 10 노트, 6포            | Hsü Shou-shen |
| 복성 | 福星 | Fuxing    | 목조 포함   | 1870, 복주조선창       | 515톤, 3포                       | Ch'en Ying    |
| 복승 | 福勝 | Fusheng   | 렌델 포함   | 1875, 레어드, 비켄헤드 | 280톤                            | Yeh Chen      |
| 건승 | 建勝 | Jiansheng | 렌델 포함   | 1875, Laird, 비켄헤드  | 250톤                            | Lin Sen-lin   |
| 예신 | 藝新 | Yixin     | 강 순시선   | 1876, 복주조선창       | 알려지지 않음                    | Lin Tse-yu    |

## 해전

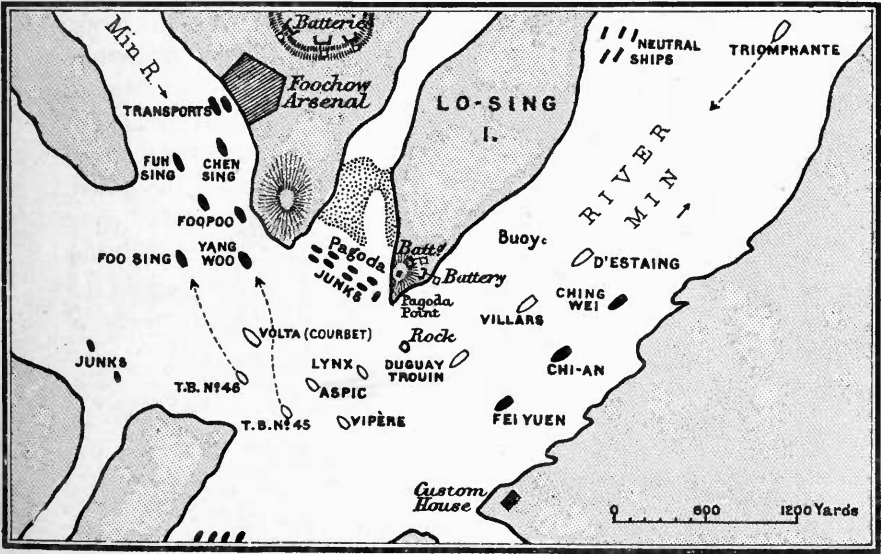
프랑스와 청나라의 함대 배치

### 전개
복건함대는 프랑스 함대를 남북에서 끼워 넣는 형태로 배치되었다. 북쪽에 8척(양무 · 복성 · 복파 · 건승 · 복승 · 예신 · 영보 · 침항)은 조선소를 지키기 위해 프랑스 함대와 복주 조선소 사이에 배치되었고, 남쪽의 3척(제안, 비운, 진위)은 프랑스 함대의 아래 지역인 세관 건물의 정면에서 세관 건물을 방어하고, 쿠르베 함대의 퇴로를 끊도록 배치되었다.
그에 반해, 쿠르베는 복건함대에게 압도적인 화력을 가할 수 있도록 배치했다. 그는 흘수가 얕은 청나라 군함이 조수에 흔들리고, 함미가 드러나는 만조가 되는 다음 8월 23일 오후 2시를 공격 시작 시간으로 꼽았다. 이 타이밍을 결정한 또 다른 이유는 만약 트리용판트가 민강을 거슬러 올라올 수 있다면, 전장에 도착하게 되는 시간이 그 무렵이었기 때문이다.
청나라 함대가 진형을 바꾸지 않을 것으로 예상한 쿠르베는 프랑스 각 함에 오후 1:45에 전투 준비를 완료하고, 오후 2시경에 쿠르베가 명령하면 전투에 돌입할 수 있도록 준비를 지시했다.

### 전투

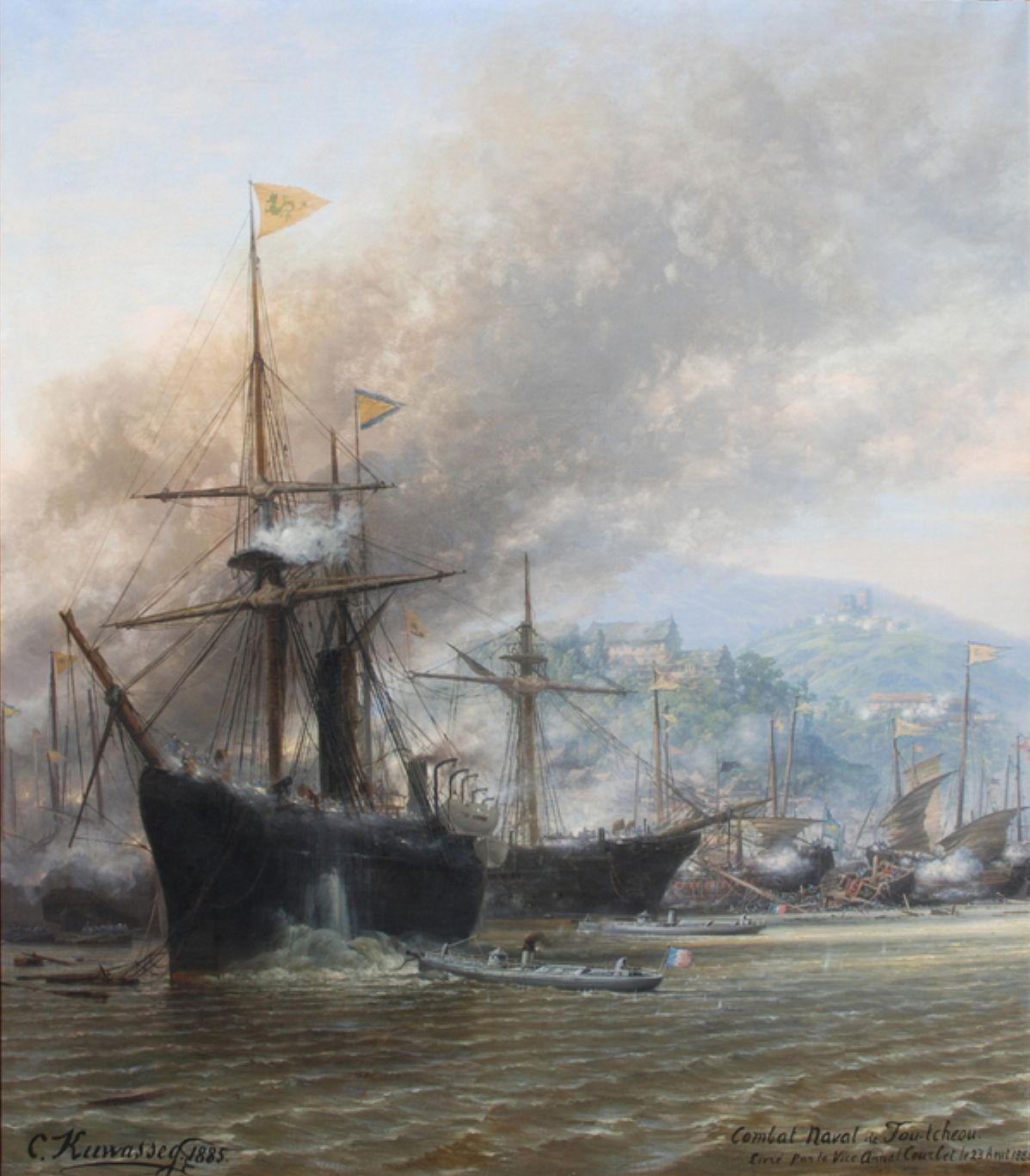
청나라 기함 양무와 복성을 공격하는 46. 45호 어뢰정

공격 시간이 임박해도 복건함대는 진형 변경 등의 전투 준비를 하지 않았다. 1시 30분, 프랑스 함대가 전투 준비를 시작해도 복건함대는 반응하지 않았다. 하지만 전투 준비가 완료된 프랑스 함대의 분주함이 차분해지자, 1시 55분 드디어 청나라 측의 소함정이 프랑스 함대를 향해 갔다. 이에 따라 쿠르베는 예정보다 5분 빨리 공격 시작 명령을 내렸다.
최초의 프랑스 함대의 공격은 46호 어뢰정으로부터 시작되었다. 46호 어뢰정은 복건함대의 기함 양무의 외장에 어뢰 공격을 가했다. 어뢰 공격은 성공했지만, 46호 어뢰정은 공격 중에 보일러를 손상당했다. 45호 어뢰정도 복성을 공격했지만, 실패로 돌아갔다. 45호 어뢰정은 그 볼타의 어뢰 공격에 휘말려 대파당했다. 공격을 마친 2척의 어뢰정은 중립국 선박의 정박지인 하류로 향해 표류했다.
한편, 프랑스의 순양함과 전투 직전에 함대에 합류한 트리용판트 등은 나머지 복건함대의 함선을 상대했다. 침항, 영보, 비운, 제안, 복승, 건승은 순양함 듀게 트루앙, 빌라, 데스탱의 포격에 침몰하거나 화재를 일으켰다. 진위는 트리용판트 등의 포격으로 폭파되었다. 복파와 예신은 포함 링크스, 아스픽, 비뻬르와 교전하기 전에 이탈하여 치명적인 손상없이 전투에서 살아남았다.

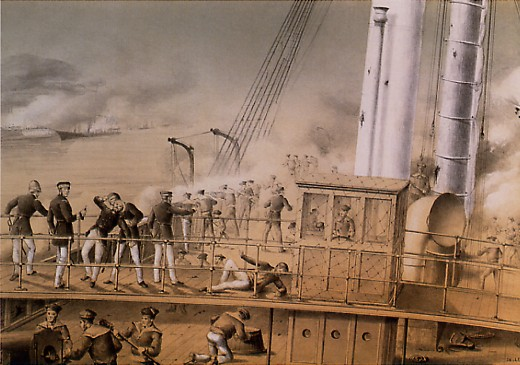
볼타 함교의 쿠르베 제독

화력이 떨어지는 복건함대는 전투력을 상실하기 전에 쿠르베와 그의 주변의 장교를 쓰러뜨리기로 목표를 정하고, 프랑스의 기함 볼타에 포격을 집중했다. 이로 인해 전투 개시 직후 기함 갑판원이 사상당하고, 함교에 있던 쿠르베의 측근 몇 명이 사상을 당했다.
전투는 오후 5시에 끝났다. 프랑스 함대의 압도적인 승리였다. 그러나 그날 밤에 청나라 군대가 프랑스 함대에 화공을 시도했고, 프랑스 함대는 정박지를 변경할 수밖에 없었다.

### 복주 조선창 포격

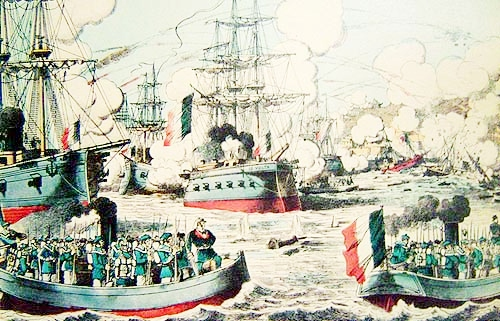
복주 조선창에 포격을 퍼붓는 프랑스 함대

8월 24일 아침, 쿠르베는 복주 조선창을 파괴하기 위해 해군 기관 장교를 상륙시키려 했다. 하지만 청나라가 도크 주변에 보병을 배치하여 방비를 단단히 하고 있다는 것을 알고서 포격에 의한 파괴로 정책을 변경했다.
프랑스 함대는 포격을 퍼부어 조선창 주변의 많은 건물에 피해를 주었고, 건조 중인 슬루프선 ‘횡해’에도 큰 구멍을 뚫었다. 하지만 조수의 시간대로 인해, 프랑스 함대는 얕은 여울에 있는 조선창에 충분히 접근할 수 없었으며, 쿠르베가 당초 기대했던 만큼 완전히 파괴하지는 못했다.
8월 24일 밤, 정박해 있는 프랑스 함대에 다시 복건수사가 야습을 감행했다. 오전 4시, 청나라의 어뢰정 2척이 프랑스 함대의 선두에 정박해 있던 포함 비뻬르에 공격을 시도했다. 다행히 기습 공격이 시작되기 전에 두 척 모두 프랑스 함대의 탐조정에 발각되었다. 듀게 트루앙의 호치키스포에 공격으로 한 척은 순식간에 침몰했고, 다른 한 척의 선원도 배를 버리고 강에 뛰어들어 강변으로 헤엄쳐 달아났다.

### 민강 하구
나성탑 근처에서 전투가 끝난 8월 25일 프랑스 함대는 민강을 따라 내려가기 시작했다.
함대는 가장 화력이 센 트리용판트 등과 듀게 트루앙을 앞세우고, 25일 · 26일, 민강을 따라 청나라의 강변 포대가 있는 전라만, 민안을 잇달아 포격해 파괴했다.
다음날 27일 · 28일에는 민강 하구의 금패수로를 양안으로부터 보호하는 금패포대, 장문포대를 공격했다. 금패포대는 포격으로 침묵했지만, 장문포대는 호치키스 기관포로 반격했기 때문에 프랑스 함대는 해병대를 상륙시켜 포대를 침묵시키고 듀게 트루앙의 포격으로 파괴했다.
이렇게 복주 일대의 청나라 해안 방어 시설은 모조리 파괴되었고, 남아 있던 복건수사의 함선은 주산군도로 도주하면서 전투는 끝났다. 프랑스 함대는 민강 하구에서 잠시 머무르며, 통킹만 함대가 합류하길 기다렸다. 그들이 합류하자 정식으로 프랑스 극동함대를 편성하고, 8월 29일에 드디어 민강 하구를 떠나 대만으로 이동했다.

## 결과

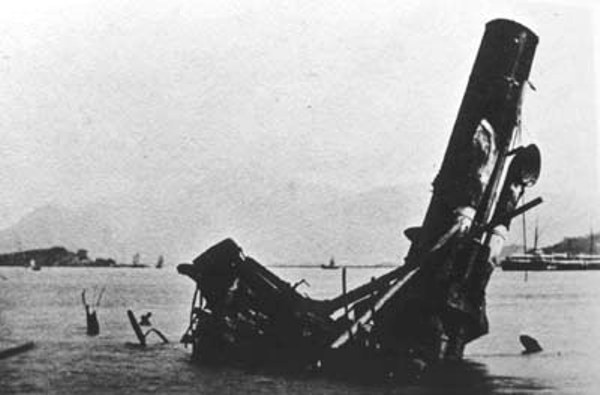
좌초된 기함 양무호

### 손실
프랑스 함대의 손실은 서전에 손상을 당한 46호 어뢰정과 해전 참여는 늦었지만 장문포대 공격에 참가했다가 중파를 당한 장갑함 라 가리소니에르 외에는 사망자 10명, 부상자 48명으로 비교적 적었다. 대부분이 해전에서 포격에 당한 손해가 아니라 민강을 내려가는 동안 양안에서 저격수에 의한 사격으로 인한 것이었다.
반면, 복건수사는 11척의 함선 중 9척을 상실했다. 그중 몇 척은 나성탑와 복주 조선창 부근의 포격을 받은 장소에서 침몰했지만, 다른 배는 민안 근처까지 표류하다가 좌초했다. 민강 하구에 대기하고 있던 순양함 샤또르노의 장교는 8월 23일 저녁에, 선상 화재가 일어나 선원들이 버린 세 척의 청나라 군함이 민강에 표류해 온 것을 목격했다. (3척 중 1척은 그의 눈앞에서 폭발했다.)
쿠르베는 청나라 측 사망자를 2,000명에서 3,000여 명으로 추산했다. 전투 직후 나성탑에 세워진 기념비에는 이 전투로 인한 사망자가 831명으로 기록되어 있다. 그러나 여기에는 민강을 내려가며 발생한 전사자는 포함하지 않았다.

### 청나라의 책임자 처벌
이 전투 이후 패배의 원인을 조사하기 위해 좌종당이 흠차대신으로 파견되었고, 관계자들의 처벌이 이루어졌다. 전투를 직접 책임졌던 복건 군무위원회판 장패륜은 복건수사에 의한 반격을 시도하지 않았다고 면직되었다. 민절총독인 하경, 복건순무인 장조동, 복주선정대신인 하여장 등도 면직되었다.
그러나, 금패수로에서 전투를 지휘한 복주장군 목도선(穆図善)은 유임되었다.
복주 선정학당 졸업생으로 복건수사의 주력이자 기함인 양무함의 함장이었던 장성은 전투가 시작되자마자 배를 버렸기 때문에 처형되었다.

### 프랑스 함대 승리 요인
이 전투에서 프랑스가 승리한 요인 중 하나는 프랑스 함대가 양국이 개전 전에 민강을 거슬러 올라갈 수 있었다는 것이다. 평화 협상을 진행하고 있던 청나라는 프랑스 함대가 민강을 거슬러 올라가도 공격을 하지 않았다. 때문에 쿠르베는 멀쩡하게 함대를 나성탑까지 진행시킬 수 있었던 것이다.
두 번째 중요한 요인은 청나라의 북양함대를 창설하기 위해, 독일에서 건조된 현대식 전함 정원과 진원이 전쟁 중에 청나라에 인도되지 않았다는 것이다. 청나라가 새로 건조한 전함은 쿠르베가 보유한 어떤 함선보다 강력했다. 이 때문에 개전이 임박한 1883년 12월, 프랑스는 독일 정부에게 청나라와 프랑스가 개전할 경우 청나라에 전함을 인도 않도록 요청했다. 프랑스의 요청을 수용한 독일 정부는 청불전쟁 내내 청나라에 대해 갖은 변명을 늘어 놓으며, 3척의 전함을 항구에 묶어 두었다가, 전쟁이 끝난 후 1885년 7월 인도하게 된다. 이 함선들이 북양함대에 합류한 것은 1885년 10월이었다.
일부 중국 역사학자들은 청나라의 완패의 원인을 그 지휘 계통의 불일치에 있다고 단언했다.
당시 청나라의 지역함대, 지역군은 각각의 수령이 지역의 예산과 사재를 지출하여 만들어 냈다. 이 전력들은 동시에 중앙의 조정에 자신의 영향력을 떨칠 수 있는 원천이기도 했다. 따라서 각 함대의 수장은 자신들의 전력이 전투로 깎여 나가는 것을 몹시 싫어했다. 따라서 복건수사의 거듭된 증원 요청에도 불구하고 청나라의 다른 세 함대(북양수사 · 남양수사 · 광동수사)로부터 지원을 거의 받지 못한 것이다.
장패륜으로부터 증원해 달라는 요구가 올라가자 서태후는 다른 세 함대에게 지원을 하라는 명령을 직접 내린다. 그러나 그들은 복건수사에게 구원군을 보내는 것을 거부했다. 1882년 통킹만에서 프랑스군의 동향을 조사하기 위해 복건수사가 광동수사에게 빌려준 비운과 제안 두 척은 양광총독 장지동에 의해 복주에 반환되었다. 그러나 광동수사의 배는 단 1척도 지원해 주지 않았다. 북양함대를 맡은 이홍장은 2척을 복주로 지원하라는 명령을 거역했으며, 절강순무 유병장도 군함 초무(超武)를 복주로 파견해 달라는 장패륜의 요청을 거절했다.

## 참고자료
- Destelan, P., Annam et Tonkin: Notes de voyage d'un marin (Paris, 1892)
- Duboc, E., Trente cinq mois de campagne en Chine, au Tonkin (Paris, 1899)
- Ferrero, S., Formose, vue par un marin français du XIXe siècle (Paris, 2005)
- Huard, La guerre du Tonkin (Paris, 1887)
- Loir, M., L'escadre de l'amiral Courbet (Paris, 1886)
- Lung Chang [龍章], Yueh-nan yu Chung-fa chan-cheng [越南與中法戰爭, Vietnam and the Sino-French War] (Taipei, 1993)
- Rawlinson, J., China's Struggle for Naval Development, 1839–1895 (Harvard, 1967)
- Rollet de l'Isle, M., Au Tonkin et dans les mers de Chine (Paris, 1886)
- Thomazi, A., La conquête de l'Indochine (Paris, 1934)
- Vienet, R., 'Devant le champ de bataille de Mawei (Chine)', La Géographie, 1525 (June 2007), 31–53
- Wright, R., The Chinese Steam Navy, 1862–1945 (London, 2001)
- James F. Roche, L. L. Cowen (1884). 《The French at Foochow》. Printed at the "Celestial Empire" Office. 49쪽. 2011년 7월 6일에 확인함.